# Amélie
Amelie (fra. Le Fabuleux Destin d'Amélie Poulain) je francuska romantična komedija s blagim dodirom fantazije iz 2001. koju je režirao Jean-Pierre Jeunet. Priča se vrti oko mlade djevojke iz naslova koja traži ljubav sebi i drugima u Parizu. Film je stekao visoku reputaciju i međunarodni uspjeh te je postao jedan od najpoznatijih ostvarenja francuske kinematografije.

## Filmska ekipa
Režija: Jean-Pierre Jeunet
Glume: Audrey Tautou (Amelie Poulain), Mathieu Kassovitz (Nino Quincampoix), Dominique Pinon (Jospeh), Rufus (Raphael Poulain, Amelijin otac), Jamel Debbouze (Lucien) i dr.

## Radnja
Pariz. Amelie je kao mala djevojčica imala neobično djetinjstvo; majka joj je poginula u bizarnoj nesreći a njen pasivni otac Raphael, doktor, je krivo zaključio da boluje od srčane bolesti kada ju je pregledao, makar je ona samo bila oduševljena jer joj je posvetio malo pažnje. Stoga je razvila bujnu maštu te je kao djevojka u svojim 20-ima postala konobarica u nekom kafiću u Montmartreu koji vodi bivši član cirkusa. Njen život je vrlo ekscentričan; ona uživa bacajući kamenčiće po vodi, lomeći koru crème bruleesa ili pokušavajući pogoditi koliko trenutno ljudi doživljava orgazam u Parizu. Jednog dana u svojem stanu pronađe neku kutiju punu dječjih uspomena koju je čuvao neki dječak prije puno desetljeća. Ona uspije pronaći dječaka, koji je u međuvremenu postao sredovječni muškarac, te mu vrati kutiju. Obradovana njegovom srećom, Amelie odluči nastaviti činiti dobra djela. Spetlja ljubomornog Josepha sa svojom prijateljicom te pravi društvo slikaru krhkih kostiju. Jednog dana se zaljubi u Nina, neobičnog mladića koji skuplja poderane fotografije stranaca po podu. Nino izgubi svoju album kojeg nađe Amelie pa mu ga odluči vratiti. Ubrzo otkriva da on radi u jednom porno dućanu, što je iznenadi. Ipak, organizira hrpu tragova za njega da je nađe, pošto se srami otvoreno mu reći da joj se sviđa. Ipak, njih dvoje se na kraju zaljube.

## Nagrade
- 5 nominacija za Oscara (najbolji strani film, scenarij, scenografija, fotografija, zvuk).
- 2 osvojene BAFTA-e (najbolji scenarij, produkcijski dizajn) i 5 nominacija (najbolji film, režija, montaža, fotografija, glazba, strani film, glavna glumica Audrey Tautou).
- Nominacija za Zlatni globus (najbolji strani film).

## Zanimljivosti
- Prvotni naslov filma je bio “Emily”, a glavnu je ulogu trebala igrati britanska glumica Emily Watson a radnja je trebala biti smještena u Londonu. No, gđa. Watson je radije izabrala nastupiti u filmu “Gosford Park”, tako da je priča premiještena u Pariz.
- Jacques Chirac je izjavio da mu je film osvojio srce.
- Filmski festival u Cannesu je odbio uključiti film u svoj program i nominirati ga za Zlatnu palmu jer nije bio "dovoljno zanimljiv". Kao posljedicu, primio je puno kritika i prosvjednih nota iz cijele Francuske.

## Kritike
Kritičari su većinom pozitivno ocijenili “Amelie” kao vještu bajku režiranu s inventivnim stilom, dok je samo manjina odbacila film kao površnu i lažnu fantaziju. Među onima kojima se nije svidio je bio i Dennis Schwartz: “Ja volim da moji filmovi budu više intelektualni, a manje šećerasti kao francuski slatkiš”. S druge strane, Mary Ann Johnason je hvalila film: “Neki filmovi su tako neobjašnjivo smiješni, tužni i dirljivi istodobno da se želite zaderati od čistog užitka: ovo je sve ono što bi filmovi trebali biti; čarobne, transportirajuće konfekcije snova i nada, te dobrote i prave ljubavi…Ovo je vjerojatno najmanje francuski francuski film kojeg sam ikada vidjela. Ali stil usred ove obične priče – Jeunetov neobičan, fantastičan duh škaklja vašu intelektualnu kost za smijeh; film je čudan, piskav, s dozom subverzivnosti što ga izvlači iz saharina – je to što čini “Amelie” tako krasnim filmom”.
I Roger Ebert je priznao da je uživao u viđenom: “Jeunetova „Amelie“ je ukusna bombonijera od filma, lagana fantazija u kojoj junakinja prebrodi tužno djetinjstvo te odraste kako bi donosila veselje onima koji to trebaju i radost samoj sebi. Vidite film, a nakon što razmislite o njemu, nasmiješite se… Tako je teško snimiti nježnu, šarmantnu komediju. Tako teško pronaći pravi ugođaj i pronaći glumce koji utjelovljuju šarm, umjesto da ga oponašaju. Treba toliko puno povjerenja da se pleše na uskom užetu melankolije. “Amelie” uzima sve te šanse, te uspijeva proći s njima”, kao i Jeffrey M. Anderson: “Pojam čarolija je dugo bio monopoliziran od Disneyja i Spielberga. Mašine Disneyja i Spielberga su pretvorili “čaroliju” u samo još jednak vijak u sistemu, s prizorima zapanjenih glumaca koji zure u nešto nevjerojatno, koje slijedi neki prizor sa skupim specijalnim efektima. Bilo je tako dugo otkada se nešto usitinu čarobno, ne lažno ili fabricirano, pojavilo na velikom ekranu. Stoga Jeunetova “Amelie” dolazi kao dobrodošao novi dragulj. Ona zaslužuje biti zagrljena i slavljena”.

## Vanjske poveznice
- Amelie u internetskoj bazi filmova IMDb-a
- Recenzije na Rottentomatoes.com
- Redatelj Jeunet razgovara o Amelie
- Site filma  Arhivirana inačica izvorne stranice od 15. kolovoza 2006. (Wayback Machine)